# Fatma Kara
Fatma Kara (* 15. Juni 1991 in Herten) ist eine deutschtürkische Fußballspielerin.

## Karriere

### Vereine
Kara spielte bis zum Ende der Saison 2008/09 beim 1. FFC Recklinghausen in der Verbandsliga und schaffte mit dem Team 2009 den Aufstieg in die Regionalliga. Anschließend wechselte sie zum Regionalligakonkurrenten SG Lütgendortmund, den sie bereits in der Winterpause ligaintern Richtung TuS Harpen verließ. Im Oktober 2010 wechselte sie in die Türkei zum Erstligaklub Trabzonspor. Nach einem Jahr bei Trabzonspor, verließ sie im November 2011 den Verein Richtung Stadtrivalen Trabzon İdmanocağı. Kara spielte bis zum Winter 2013 in 58 Spielen für İdmanocağı und erzielte 22 Tore, bevor sie beim Ligarivalen Ataşehir Belediyespor unterschrieb. Am 12. September 2017 wechselte sie innerhalb der Kadınlar 1. Futbol Ligi zu Besiktas Istanbul, bevor sie 8 Monate später am 9. Mai 2018 in Island bei HK/Víkingur unterschrieb.

### Nationalmannschaft
Kara ist Nationalspielerin im Kader der türkischen Fußballnationalmannschaft der Frauen. Kara nahm in jüngeren Jahren auch an Sichtungsspielen für die U-15 des DFB teil, spielte aber in der türkischen U-17 erstmals offiziell im Kader eines Nationalteams. Im Alter von 16 Jahren debütierte Kara in der U-19-Nationalmannschaft der Türkei beim Freundschaftsspiel gegen Mazedonien am 16. September 2007, als sie in der 23. Minute eingewechselt wurde und in der 71. Minute ihr erstes Länderspieltor erzielte. Nur elf Tage später kam sie im Qualifikationsspiel zur U-19-Europameisterschaft gegen Polen zu ihrem ersten Pflichtspieleinsatz, bei dem sie in der Startelf auflief.
Im Mai 2009 gewann sie mit der A-Nationalmannschaft drei Test-Länderspiele gegen Aserbaidschan, Georgien und Mazedonien.